# Marcelo Estigarribia
Marcelo Alejandro Estigarribia Balmori né le 21 septembre 1987 à Fernando de la Mora au Paraguay, est un footballeur international paraguayen jouant au poste de milieu de terrain au Club Olimpia.

## Biographie
Surnommé El Chelo, il est transféré du Cerro Porteno au Mans pour près de 3 millions d'euros. Cependant, il faut un temps d'adaptation pour apprivoiser le jeu européen, ce qu'il fait en moins d'un an. Il ne fait que quelques apparitions en L1 lors de la saison 2008-2009. Il apparait à 7 reprises sur le flanc droit de la formation du MUC mais ne marque aucun but. En revanche, il joue majoritairement avec la CFA.
À 20 ans, il compte déjà 6 sélections en équipe nationale avec laquelle il compte disputer la Coupe du monde 2010. Lors du mercato 2009-2010, après l'arrivée de Paulo Duarte et le départ de Gervinho, il prend sa place dans l'effectif lors des matchs de pré-saison.
Malgré cela, il ne dispose que d'un faible temps de jeu, et voulant obtenir sa place pour le Mondial 2010 avec le Paraguay, il est prêté au club argentin des Newell's Old Boys, lors du mercato d'hiver pour une durée d'un an.
Début août 2011, il signe au CD Maldonado pour un transfert évalué à 2M€ et est prêté dans la foulée à la Juventus avec option d'achat de 5M€. En août 2012, il est prêté avec option d'achat à la Sampdoria Gênes.

## Palmarès
- Juventus
  - Vainqueur de la Série A : 2012
  - Finaliste de la Coupe d'Italie : 2012